# Звір (серіал, 2009)
«Звір» (англ. The Beast), рік виходу: 2009 — телевізійний серіал компанії A&E, в головних ролях Патрік Свейзі и Тревіс Фіммел.
Серіал стартував 15 січня 2009 року. 15 червня 2009 року Entertainment Tonight повідомила, що випуск серій буде припинений через хворобу Патріка Свейзі (рак підшлункової залози). Серіал «Звір» став останньою роботою актора перед смертю. Було показано 13 серій. 

## Сюжет
У Чикаго ветеран ФБР середнього віку Чарльз Баркер застосовує суперечливі методи у своїх спробах притягнути злочинців до відповідальності, які часто межують із незаконними, що викликає занепокоєння у його напарника-новачка Елліса Дава. Протягом першого сезону Баркер перебуває під слідством колег-агентів ФБР, які підозрюють його в неправомірних діях. Лояльність Дава до напарника ставиться під сумнів, коли агент внутрішніх розслідувань ФБР Рей Бомонт (Ларрі Гілліард) звертається до нього з метою отримання інформації. Невдовзі Дав дізнається про темні таємниці минулого Баркера.

## В ролях
- Патрік Свейзі — Чарльз Баркер
- Трэвіс Фіммел — Елліс Дав
- Кевін Дж. О'Коннор — Конрад
- Джонні Кастл — Тод Джараскі

## Список епізодів
| Номер серії | Назва (Eng)           | Режиср              | Сценарій                         |
| ----------- | --------------------- | ------------------- | -------------------------------- |
| 1           | «Pilot»               | Michael Dinner      | Vincent Angell, William Rotko    |
| 2           | «Two Choices»         | Michael Dinner      | William L. Rotko                 |
| 3           | «Nadia»               | Christine Moore     | Vincent Angell                   |
| 4           | «Infected»            | Джон Бедем          | Ray Hartung                      |
| 5           | «Bitsy Big-Boy»       | Michael W. Watkins  | Vincent Angell                   |
| 6           | «Hothead»             | Sanford Bookstaver  | John Romano                      |
| 7           | «Capone»              | Ken Girotti         | Wendy West                       |
| 8           | «Mercy»               | Tom Verica          | Mark Goffman & William L. Rotko  |
| 9           | «The Walk In»         | Jeremiah S. Chechik | Mark Goffman                     |
| 10          | «Tilt»                | Charles Haid        | William L. Rotko, Keith Schreier |
| 11          | «My Brother's Keeper» | Lisa Niemi          | Vincent Angell & Wendy West      |
| 12          | «Counterfeit»         | Chris Leitch        | Mark Goffman & Ray Hartung       |
| 13          | «No Turning Back»     | Steve Shill         | Vincent Angell, William Rotko    |